# Diego Torres Ortiz
Diego Alejandro Torres Ortiz González (ur. 27 października 1979 w Aguascalientes) – meksykański piłkarz występujący na pozycji napastnika, obecnie trener.

## Kariera klubowa
Torres jest wychowankiem klubu Tecos UAG z siedzibą w mieście Guadalajara. Do treningów seniorskiego zespołu został włączony jako dziewiętnastolatek przez chilijskiego szkoleniowca Carlosa Reinoso i w meksykańskiej Primera División zadebiutował 16 kwietnia 1999 w przegranym 2:3 spotkaniu z Necaxą. Nie potrafił jednak wywalczyć sobie stałego miejsca w pierwszej drużynie i po dwóch występach odszedł z ekipy. Kilkadziesiąt miesięcy później podpisał umowę z drugoligowym Atlético Cihuatlán, gdzie z kolei od razu został czołowym zawodnikiem i jednym z najskuteczniejszych piłkarzy w klubie. Po roku przeszedł do innego klubu z tego samego szczebla rozgrywek, Trotamundos de Tijuana, gdzie jego udane występy po sześciu miesiącach zaowocowały powrotem do pierwszej ligi za sprawą transferu do Tiburones Rojos de Veracruz. Tam ponownie nie potrafił się przebić do wyjściowej jedenastki, rozgrywając siedem spotkań, z czego aż sześć jako rezerwowy.
Latem 2004 Torres powrócił do drugiej ligi, podpisując kontrakt z Delfines de Coatzacoalcos, którego barwy reprezentował przez kolejny rok bez większych sukcesów. W połowie 2005 roku przeszedł do Querétaro FC, gdzie pełnił przeważnie rolę rezerwowego, lecz w wiosennym sezonie Clausura 2006 triumfował z nim w Liga de Ascenso, co po rozgrywkach 2005/2006 zaowocowało awansem drużyny do najwyższej klasy rozgrywkowej. W późniejszym czasie przez sześć miesięcy występował w Guerreros de Tabasco, po czym został piłkarzem innego drugoligowca, nowo założonego Club Tijuana. Tam grał przez kolejne trzy lata, już do końca profesjonalnej kariery, regularnie pojawiając się na ligowych boiskach, jednak często wchodząc z ławki rezerwowych. Karierę zakończył w wieku 30 lat.

## Kariera trenerska
Kilka miesięcy po zakończeniu kariery piłkarskiej Torres został zatrudniony jako szkoleniowiec w swojej ostatniej drużynie, Club Tijuana. Przez kolejne trzy lata pracował tam z grupami juniorskimi do lat trzynastu, piętnastu i siedemnastu, a także trenował czwartoligowy zespół rezerw. W połowie 2012 roku został asystentem Francisco Ramíreza w drugoligowej ekipie Dorados de Sinaloa z miasta Culiacán, równocześnie trenując drużynę Tijuany do lat dwudziestu. W styczniu 2014, po kilkunastu miesiącach współpracy z Ramírezem, która zaowocowała zdobyciem krajowego pucharu – Copa MX, został mianowany pierwszym trenerem Dorados, pełniącego wówczas rolę filii Tijuany. Ekipę tę prowadził bez większych sukcesów przez kolejne dziewięć miesięcy.